# Lista di Marjan Šarec
La Lista di Marjan Šarec (in sloveno Lista Marjana Šarca, LMŠ) è stato un partito politico liberale sloveno.

## Storia
Il partito viene fondato il 31 maggio del 2014 per sostenere la candidatura dell'ex attore comico Marjan Šarec a un secondo mandato come sindaco di Kamnik, cittadina della Slovenia centrale.
Dopo una fase iniziale in cui il partito era attivo solamente a livello locale, nel 2017 Šarec si candida alle elezioni presidenziali di quell'anno. Riesce ad accedere al ballottaggio, ma viene sconfitto dal presidente uscente Borut Pahor, sostenuto dai Socialdemocratici.
L'anno successivo la Lista di Marjan Šarec partecipa alle elezioni parlamentari, in cui il partito ottiene il 12,6% dei voti e 13 deputati su 90 seggi, piazzandosi secondo alle spalle del Partito Democratico Sloveno. Šarec ottiene il mandato di formare il nuovo governo, mandato che si concretizza con la nascita di un governo di coalizione formato, oltre che dalla Lista di Marjan Šarec, da Socialdemocratici, Partito del Centro Moderno, Partito di Alenka Bratušek e Partito Democratico dei Pensionati della Slovenia. Dopo le dimissioni di Marjan Šarec dalla carica di Primo Ministro e la conseguente caduta del governo, il partito ha deciso non di entrare nel governo di Janez Janša ed è andato all'opposizione.
Alle elezioni parlamentari del 2022, il partito non raggiunge il quorum necessario per far accedere i propri candidati e rimane fuori dal parlamento. Il 7 giugno 2022, il congresso LMŠ ha votato, con il 97 per cento dei voti favorevoli, per aderire al Movimento Libertà, il partito vincitore delle ultime elezioni parlamentari

## Risultati elettorali
| Elezione          | Voti   | %     | Seggi   |
| ----------------- | ------ | ----- | ------- |
| Parlamentari 2018 | 38.293 | 12,60 | 13 / 90 |
| Europee 2019      | 45.492 | 15,44 | 2 / 8   |
| Parlamentari 2022 | 44.401 | 3,72  | 0 / 90  |